# بنيامين الأول بطريرك القسطنطينية
بنيامين الأول (باليونانية: Βενιαμίν Αʹ)‏ (18 يناير 1871 - 17 فبراير 1946) كان بطريرك القسطنطينية المسكوني من عام 1936 إلى عام 1946.

## النشأة
ولد بنيامين باسم بسوماس في يوم الأحد 18 يناير 1871، في ادرميت، الدولة العثمانية. من 1889 إلى 1896، درس في معهد هالكي.

## سيرته
في عام 1912، تم تعيينه مطرانًا لرودس، وفي عام 1914، تم تعيينه كمطران سيليبريا، وانتقل لاحقًا إلى مدينة فيليبوبوليس، لكنه لم يكن قادرًا على أداء واجباته بسبب اندلاع الحرب العالمية الأولى.
في 18 يناير 1936، صوّت المجمع المقدس على ترقية بنيامين من مطران إلى بطريرك القسطنطينية المسكوني بعد وفاة فوتيوس الثاني.
توفي بنيامين في إسطنبول في 17 فبراير 1946، بعد إصابته بالتهاب الشعب الهوائية وخلفه مكسيموس الخامس. في 1946 وقف أعضاء المؤتمر الوطني لأبرشية الروم الأرثوذكس الأمريكية دقيقتين حداد تكريما لبنيامين وحضر مندوب من قبل البابا بيوس الثاني عشر جنازته. 